# Bioinformàtica estructural
La bioinformàtica estructural és la branca de bioinformàtica que està relacionada amb l'anàlisi i la predicció de l'estructura tridimensional de macromolècules biològiques com ara proteïnes, ARN, i ADN. Tracta sobre generalitzacions de l'estructura macromolecular en 3D com comparacions de plegaments generals i motius locals, els principis de plegament molecular, l'evolució i les interaccions d'unions i les relacions estructura/funció, treballant tant amb les estructures resoltes experimentalment com amb models computacionals. El terme "estructural" té el mateix significat que en biologia estructural i, de fet, la bioinformàtica estructural pot ser vista com una part de la biologia computacional estructural.

### Publicacions Hallmark
- Leontis NB, Westhof E. «Geometric nomenclature and classification of RNA base pairs». RNA, 7, 4, 2001, pàg. 499–512. DOI: 10.1017/S1355838201002515. PMC: 1370104. PMID: 11345429.
- Richardson JS. «Còpia arxivada». Adv Protein Chem, 34, 1981, pàg. 167–339. Arxivat de l'original el 2019-02-10. DOI: 10.1016/S0065-3233(08)60520-3. PMID: 7020376 [Consulta: 17 setembre 2012]. Arxivat 2019-02-10 a Wayback Machine.
- Ramachandran GN, Sasisekharan V. «Conformation of polypeptides and proteins». Adv Protein Chem, 23, 1968, pàg. 283–438. DOI: 10.1016/S0065-3233(08)60402-7. PMID: 4882249.
- Ramachandran GN, Ramakrishnan C, Sasisekharan V. «Stereochemistry of polypeptide chain configurations». J Mol Biol, 7, 1963, pàg. 95–9. DOI: 10.1016/S0022-2836(63)80023-6. PMID: 13990617.